# Romandisea Titanic
El Romandisea Titanic es una réplica a escala real del transatlántico británico RMS Titanic, hundido durante su viaje inaugural en abril de 1912, cuya construcción se está llevando a cabo junto al río Qi (郪江), un afluente derecho del río Fu en la provincia de Sichuan, China. El proyecto fue reportado por primera vez por los medios de comunicación en octubre de 2013 y lanzado formalmente en enero de 2014. El barco tendrá las mismas dimensiones que el transatlántico original, es decir, 269 metros de eslora y 28 metros de manga.
A diferencia del navío original, la réplica será destinada como barco museo en el condado rural de Daying, Sichuan, en el río Qijang, donde será la pieza central del complejo Romandisea.

## Historia

### Proyectos anteriores
El concepto de construir una réplica del Titanic ha sido explorado en varias ocasiones, sobre todo tras el resurgimiento del interés sobre el transatlántico después del lanzamiento de la película de James Cameron Titanic en 1997.
El proyecto más ampliamente publicitado fue el de empresario sudafricano Gous Sarel, que comenzó en 1998 y que se llevaría a cabo en los astilleros de Harland and Wolff de Belfast. Gous mencionó que había adquirido los planos originales del famoso barco para la construcción precisa de una réplica funcional, que si se hubiera completado, habría tenido unas dimensiones de longitud de 290 metros de eslora y 33 metros de manga –es decir, 21 metros más largo y 5 metros más ancho que el original–. En 2006, el proyecto fue finalmente abandonado luego de varias veces no poder asegurar la inversión. Previamente, Millvina Dean, última superviviente con vida del naufragio del Titanic, había expresado su oposición al proyecto.
Otra réplica basada en el Titanic, conocida como Titanic II, fue anunciada y planeada por el millonario australiano Clive Palmer. La fecha de lanzamiento prevista se estableció originalmente en 2016 y luego fue retrasada primero a 2018 y, más tarde, a 2022.
La película de 1997 goza de una gran y duradera popularidad en China e introdujo a las masas de dicho país en la historia del famoso transatlántico. La importancia de esta película como punto de referencia para los desarrolladores chinos se indica por el hecho de que el actor Bernard Hill, que interpretó al capitán Edward Smith en la película, estuvo presente en el lanzamiento del proyecto y fue nombrado "capitán honorario" de futuro barco. Los inversores detrás del proyecto abordan la tragedia de 1912 principalmente como una historia de autosacrificio heroico frente al desastre. Se informa que su director ejecutivo, Su Shaojun, explicó sobre el «espíritu del Titanic»:

[Su Shaojun] insistió en que las historias desgarradoras que sucedieron cuando el Titanic se hundió representaban una liberación concentrada del lado más noble de las emociones humanas ocultas en lo profundo de los corazones de las personas durante más de cien años. La gente nunca ha olvidado como en ese momento las personas sacrificaron sus vidas para llevar a cabo sus responsabilidades, con hombres protegiendo a mujeres y niños, y parejas una al lado de la otra en la vida y la muerte. Ese es el espíritu del Titanic, de responsabilidad y amor universal. 
Él piensa que el espíritu del transatlántico será transmitido y un «Titanic» realmente insumergible será reconstruido y "se convertirá en el lugar para transmitir y experimentar el gran espíritu del Titanic". 
Por lo tanto, Romandisea se convertirá en un destino turístico de clase mundial con un alma noble y una búsqueda espiritual.

## Construcción y características

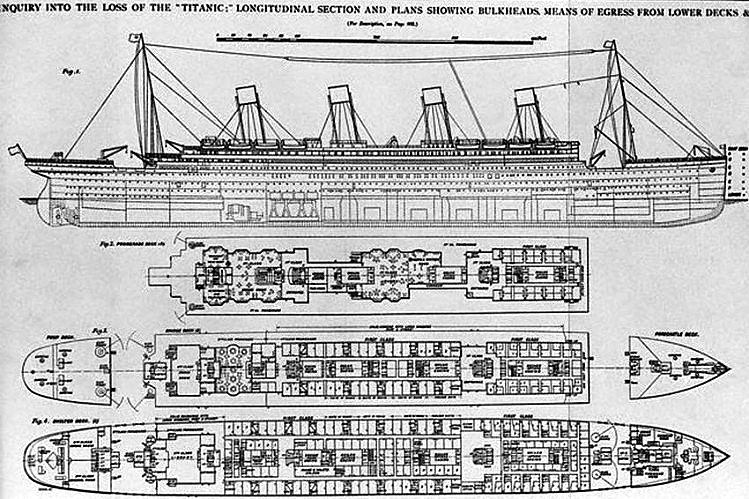
Los planos originales del Titanic (en la imagen) sirvieron de base en el diseño de la réplica de Wuchang Shipbuilding

Wuchang Shipbuilding Industry Group Co.,Ltd, empresa a cargo de la construcción del Romandisea Titanic, ha confirmado que el barco será una atracción turística y que costará aproximadamente US$161 millones. El barco incluirá muchas características del transatlántico original, incluyendo la Gran Escalera, comedores, camarotes de primera, segunda y tercera clase, baños turcos, gimnasio y una piscina. También incluirá una réplica del motor de 1912. Las nuevas características incluirán una sala de baile y un teatro, que no estaban en el barco original. Se espera que el barco tenga capacidad para 2400 pasajeros y 900 empleados y también albergará un museo interactivo.
El 23 de diciembre de 2017, la página de Facebook del proyecto indicó que se replicará la sala de calderas n.º 1, además de la sala de máquinas, que incluirá la maqueta de una máquina de vapor recíproca exhibida a los visitantes.
Utilizando tecnología audiovisual, el barco incorporaría una simulación de la colisión del Titanic original con un iceberg que condujo a su trágico hundimiento. Sin embargo, esto causó algunas críticas. El diseñador de producción de Hollywood Curtis Schnell, contratado para trabajar en el proyecto, declaró que la tragedia se abordaba de "una manera muy respetuosa". Sin embargo, desde entonces, la idea de la simulación fue descartada. En cuanto a la autenticidad del diseño, Schnell declaró: 

Estamos tratando de acercarnos lo más posible. No estamos construyendo todas las habitaciones del barco [original], de ninguna manera, pero el casco y los exteriores serán bastante precisos, [y] habrá habitaciones interiores para hacer un recorrido desde el punto de vista de la precisión histórica.

La agencia de noticias Xinhua ha informado que tomó dos años diseñar el nuevo buque con la cooperación de una empresa estadounidense y que los planos del barco original se obtuvieron con el propósito de utilizarlos como base para el futuro navío.
La construcción se está realizando en base al diseño de 1912 y está siendo asistida por diseñadores y técnicos de los Estados Unidos y Gran Bretaña.
Según el vicegerente general de Wuchang Shipbuilding, la construcción de la réplica se está realizando con la inversión de Seven Star Energy Investment, una empresa privada con sede en Sichuan. Hasta entonces, ninguno de los anteriores proyectos de réplica llegó a iniciar realmente la construcción. A pesar de esto, en mayo de 2015, Wuchang comenzó a fabricar piezas para el buque y, a finales de 2016, se llevó a cabo una ceremonia de puesta de quilla en el sitio del futuro complejo, a la que asistió el político británico Peter Mandelson.
En diciembre de 2016, los constructores firmaron un acuerdo de cooperación con el canal estadounidense National Geographic para documentar la construcción del barco.

## Estado del proyecto
Su Shaojun, director ejecutivo del grupo de inversión, indicó inicialmente que se esperaba que el Romandisea Titanic fuese completado a finales de 2017. Sin embargo, el ensamblaje se retrasó más de un año. En 2018, la NPR informó que el proyecto podría estar experimentando problemas financieros mientras que las imágenes aéreas capturadas entre abril y octubre no mostraron cambios visibles en el estado de construcción del barco.
El 10 de diciembre de 2018, Romandisea confirmó que los trabajos de construcción se habían reanudado y en marzo de 2021, el proyecto publicó imágenes del proceso de soldadura en la octava cubierta. En agosto, sin embargo, un informe indicó que la construcción se había detenido nuevamente.